# Garderobenmarke

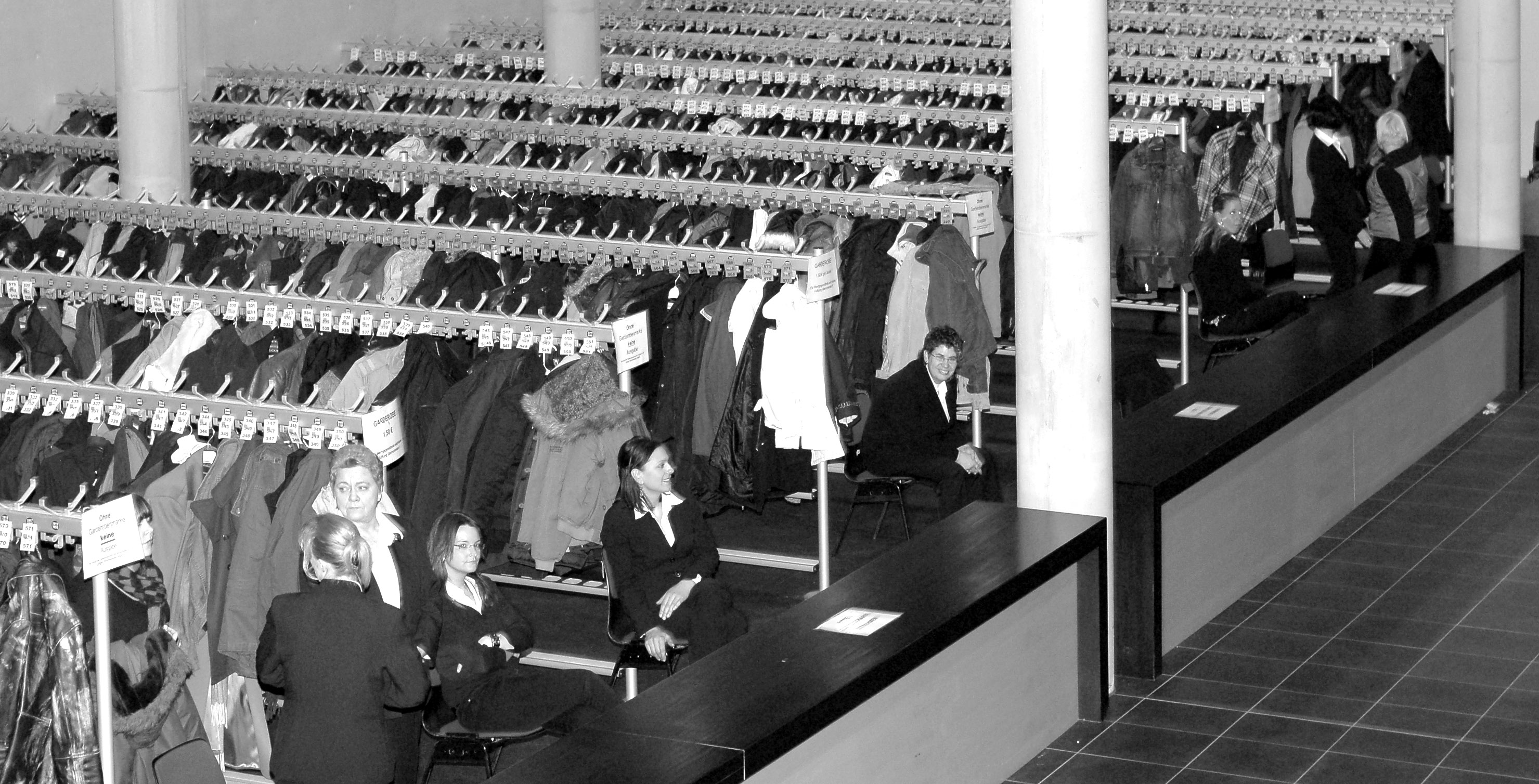
Garderobe mit Garderobenmarken

Die Garderobenmarke ist ein Wertzeichen, das bei der Abgabe von Gegenständen in öffentlichen Garderoben als Nachweis der Aufbewahrung herausgegeben wird, insbesondere also für Taschen, Koffer, Kopfbedeckungen, Schirme, Mänteln, Jacken oder sonstigen Oberbekleidungsstücken.
In der Regel besteht die Garderobenmarke aus Metall, Kunststoff, Pappe oder Papier und ist mit einer Nummer gekennzeichnet. Die Nummer bezeichnet den Garderobenhaken, an dem die abgegebenen Verwahrstücke aufbewahrt werden. Ist der Garderobenhaken gerade nicht in Benutzung, kann die Garderobenmarke an dem Haken aufgehängt werden. Garderobenmarken sind meist so klein, dass sie leicht in Hosen- oder Handtaschen aufbewahrt werden können, jedoch größer als beispielsweise Münzen, um leicht wiedergefunden zu werden.
Nur gegen Vorlage der Garderobenmarke können die aufbewahrten Kleidungsstücke später wieder herausverlangt werden. Rechtlich handelt es sich um ein Inhaberpapier.